# 광화사
《광화사》는 한국에서 제작된 주동진 감독의 1974년 영화이다. 김진규 등이 주연으로 출연하였고 주동진 등이 제작에 참여하였다.

## 출연

### 주연
- 김진규
- 유지인
- 송미남

## 기타
- 원작자: 김동인